# Atarba subaequalis
Atarba subaequalis är en tvåvingeart som beskrevs av Alexander 1979. Atarba subaequalis ingår i släktet Atarba och familjen småharkrankar.
Artens utbredningsområde är Ecuador. Inga underarter finns listade i Catalogue of Life.